# رود ژوب
رودخانه ژوب (به پشتو: ژوب سيند)؛ (به اردو: دریائے ژوب) در بلوچستان و خیبر پختونخوا، پاکستان واقع شده‌است. طول کلی رودخانه ژوب ۴۱۰ کیلومتر است و در یک مسیر شمالی شرقی جریان دارد.

## نام‌شناسی
در زبان پشتو، ژیب به معنای «آب چیدن» است. از نظر زبانی این نام ایرانی-آریایی است و از نظر ریشه‌شناسی با رودخانه‌های رود کوچک و بزرگ زاب در حوزه دجله مقایسه می‌شود.

## مسیر
رودخانه ژوب از رشته کان متارزای (گردنه تساری مهترازای) سرچشمه می‌گیرد. از حدود ۴ کیلومتری غرب شهر ژوب می‌گذرد. به عنوان شاخه ای از رودخانه گومل، که در نزدیکی خواجوری کاش به آن می‌پیوندد، بخشی از حوضه رودخانه سند را تشکیل می‌دهد.

## کشاورزی
از رودخانه ژوب برای آبیاری زمین در شمال بلوچستان همراه با رودخانه گومال استفاده می‌شود و خاک حاصلخیز را برای کشاورزی فراهم می‌کند. اگرچه در دهه ۱۹۶۰ و ۱۹۷۰ تخریب کانال ژوب سطح زیر آبیاری را کاهش داد.